# Absolution
Absolution es el tercer álbum de estudio de la banda inglesa Muse.
Fue lanzado al mercado el 15 de septiembre de 2003 en el Reino Unido a través de Taste Media. La edición japonesa incluía una canción adicional titulada «Fury». Esta canción fue incluida luego para su distribución en el resto del mundo como lado B del sencillo «Sing for Absolution». Fueron lanzados como sencillos «Stockholm Syndrome», «Time Is Running Out», «Hysteria», «Sing for Absolution» y «Butterflies and Hurricanes». Una edición especial incluía un DVD con entrevistas y escenas de la grabación del disco. 
Absolution alcanzó el número 1 de las listas de álbumes del Reino Unido. El disco también incluye el mayor éxito comercial de la banda hasta el momento con «Time Is Running Out», la cual llegó al número 8 de la lista de sencillos del Reino Unido. A fecha de 2018, Absolution ha vendido más de 3.5 millones de copias a nivel mundial. 
En 2023 se lanzó una edición especial del disco remasterizado con demos y versiones en vivo para celebrar su vigésimo aniversario. A diferencia de la versión original, esta edición sí incluía la canción «Fury».

## Composición y grabación
Absolution es un disco de rock alternativo, rock progresivo, hard rock y art rock.
Dado que su antecesor Origin of Symmetry se había grabado con prisas, la banda decidió tomarse su tiempo para trabajar en el siguiente álbum. Así pues, a principios de 2002 el grupo alquiló una casa de campo fuera de Brighton durante seis meses para escribir nuevo material. También escribieron en un local comercial abandonado en Hackney y en Air Studios, Londres. Las grabaciones comenzaron de la mano de los productores John Cornfield y Paul Reed. Más tarde, la banda conoció al productor Rich Costey, quien era fan de la banda. Costey había producido para bandas admiradas por Muse, como Rage Against the Machine y Audioslave. Debido a esto, Costey desarrolló una buena relación con los miembros de la banda, especialmente con Matt, con quien compartía muchos de sus intereses. Costey quería darle a Muse un sonido más grande y agresivo, el cual él sentía que no siempre habían logrado conseguir. El resto de la grabación del disco tuvo lugar en Grouse Lodge, en Irlanda. 
Al igual que su predecesor, el álbum incorpora claras influencias clásicas («Interlude» está inspirado en «Adagio for Strings» de Samuel Barber) e incluye orquestas en canciones como «Butterflies and Hurricanes» y «Blackout». El grupo dudó sobre si incluir «The Small Print» o «Fury». Matt quería «Fury», pero Chris y Dom preferían «The Small Print», por lo que ganaron por mayoría. Esto es algo con lo que a día de hoy Matt sigue bromeando.
Una entrevista lanzada en 2023 para el vigésimo aniversario del disco revela que éste fue escrito durante una época turbulenta para la banda. Entre conflictos y demandas con sellos discográficos (fueron expulsados de Maverick), Chris Wolstenholme comenzó a tener problemas de adicción al alcohol y Bellamy comenzó a sentirse afectado por los cambios en el mundo. En este sentido, el álbum se vio muy influenciado por acontecimientos como los atentados del 11-S y el inicio de la guerra de Irak, mostrando temas como la ansiedad, el miedo, la desconfianza y «cosas que llegan a su fin». En dicha entrevista, Matt explica que tenía pesadillas y «cambios de humor violentos» en el estudio. «El álbum pasaba de ser la música más maravillosa que había escuchado en mi vida a ser una mierda ridícula en cuestión de un par de minutos. Me movía entre los extremos de la duda y los de la confianza absoluta». 

## Arte
La portada del álbum fue creada por el mítico diseñador Storm Thorgerson.
En la portada se muestra a un hombre mirando al cielo, mientras en el suelo se reflejan una serie de sombras. Se desconoce si las sombras se están moviendo, cayendo o ascendiendo, pues la idea es que solo el hombre protagonista sepa lo que está sucediendo. La portada está sujeta a la interpretación libre. Según Dominic Howard, esta podría ser interpretada como la gente saliendo o llegando a la Tierra. Para Bellamy, la imagen tiene lugar en la creencia del apocalipsis. «El hombre, o la mujer, está mirando hacia arriba, hacia las almas que han sido elegidas por Dios para marcharse. Y la persona está confundida preguntándose por qué no le han elegido a ella también».

## Legado
Absolution fue el primer gran éxito comercial de Muse, con el que finalmente se consolidaron en los Estados Unidos. El álbum llegó al número 1 de la lista del Billboard Top Heatseekers.
Durante el Absolution Tour, Muse comenzaron a actuar en estadios y llenaron dos veces seguidas el antiguo Earls Court Exhibition Centre. Además, fueron cabeza de cartel del festival de Glastonbury de 2004 en una mítica actuación que fue considerada como la mejor actuación en Glastonbury por lectores de la revista NME.
Absolution fue también ampliamente aclamado por la crítica musical, recibiendo muy buenas valoraciones en publicaciones como NME, The Guardian, Q Magazine o AllMusic. En 2006, el disco fue votado como el 23 mejor álbum británico de la historia por los lectores de Q Magazine, mientras que los lectores de Kerrang! lo calificaron como el segundo mejor álbum del siglo.

## Listado de canciones
Todas las letras escritas por Matthew Bellamy.
| N.º | Título                        | Duración |  |
| 1.  | «Intro» (Instrumental)        | 0:22     |  |
| 2.  | «Apocalypse Please»           | 4:12     |  |
| 3.  | «Time Is Running Out»         | 3:56     |  |
| 4.  | «Sing for Absolution»         | 4:54     |  |
| 5.  | «Stockholm Syndrome»          | 4:58     |  |
| 6.  | «Falling Away with You»       | 4:40     |  |
| 7.  | «Interlude» (Instrumental)    | 0:37     |  |
| 8.  | «Hysteria»                    | 3:47     |  |
| 9.  | «Blackout»                    | 4:22     |  |
| 10. | «Butterflies and Hurricanes»  | 5:01     |  |
| 11. | «The Small Print»             | 3:28     |  |
| 12. | «Endlessly»                   | 3:49     |  |
| 13. | «Thoughts of a Dying Atheist» | 3:11     |  |
| 14. | «Ruled by Secrecy»            | 4:54     |  |

En algunas ediciones se llegó a omitir la presencia de la pista 7 en la parte trasera de la caja del CD, figurando como que «Hysteria» era la séptima pista y el disco contaba con un total de 13 canciones.

## Canciones extras

### Versión Japonesa
1. "Fury" - 4:58 (Salió como el lado-B del sencillo "Sing for Absolution").

### Edición limitada UK bonus DVD
1. "The Making of Absolution" documental

## Personal
- Matthew Bellamy – voz, guitarras, teclados.
- Christopher Wolstenholme – bajo, coros.
- Dominic Howard – batería, percusión.